# 食物與性

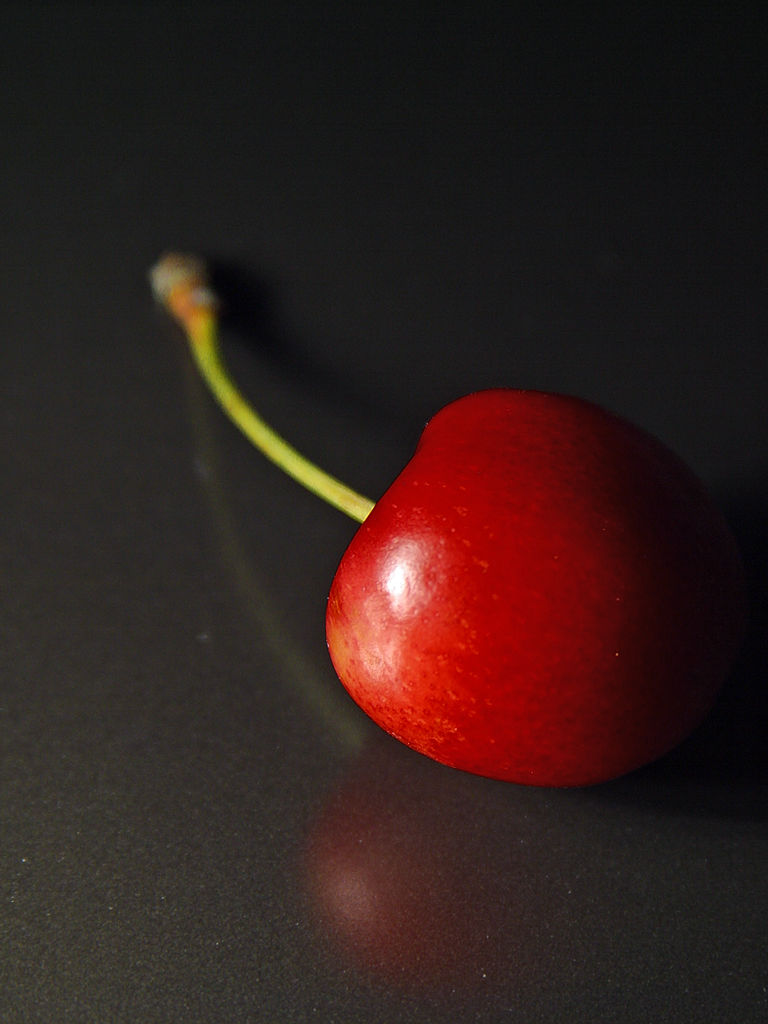
許多文化皆把櫻桃視作性的象徵物之一。

食物與性之間的聯繫在人類史中以各種各樣的形式出現，比如現有流傳指像巧克力和蠔般的食物是媚藥的一種；一些文化認為動物的睾丸具有增強性能力的效果。某些食物亦在性方面具有一定的象徵意義，相關例子包括《聖經》中的禁果，以及櫻桃，兩者皆與貞操觀念存有關係。性俚語和詩歌中亦有以食物來比擬「性」的例子。一些食物則因其外觀、質地和口味而被人聯想至性上。親密伴侶有時会利用經已融化的巧克力、新鮮奶油、果醬，以及浸在巧克力和花生醬中的草莓去作性方面的挑逗。一些書籍和電影經已展現了食物與性之間的聯繫。

## 藝術和文學

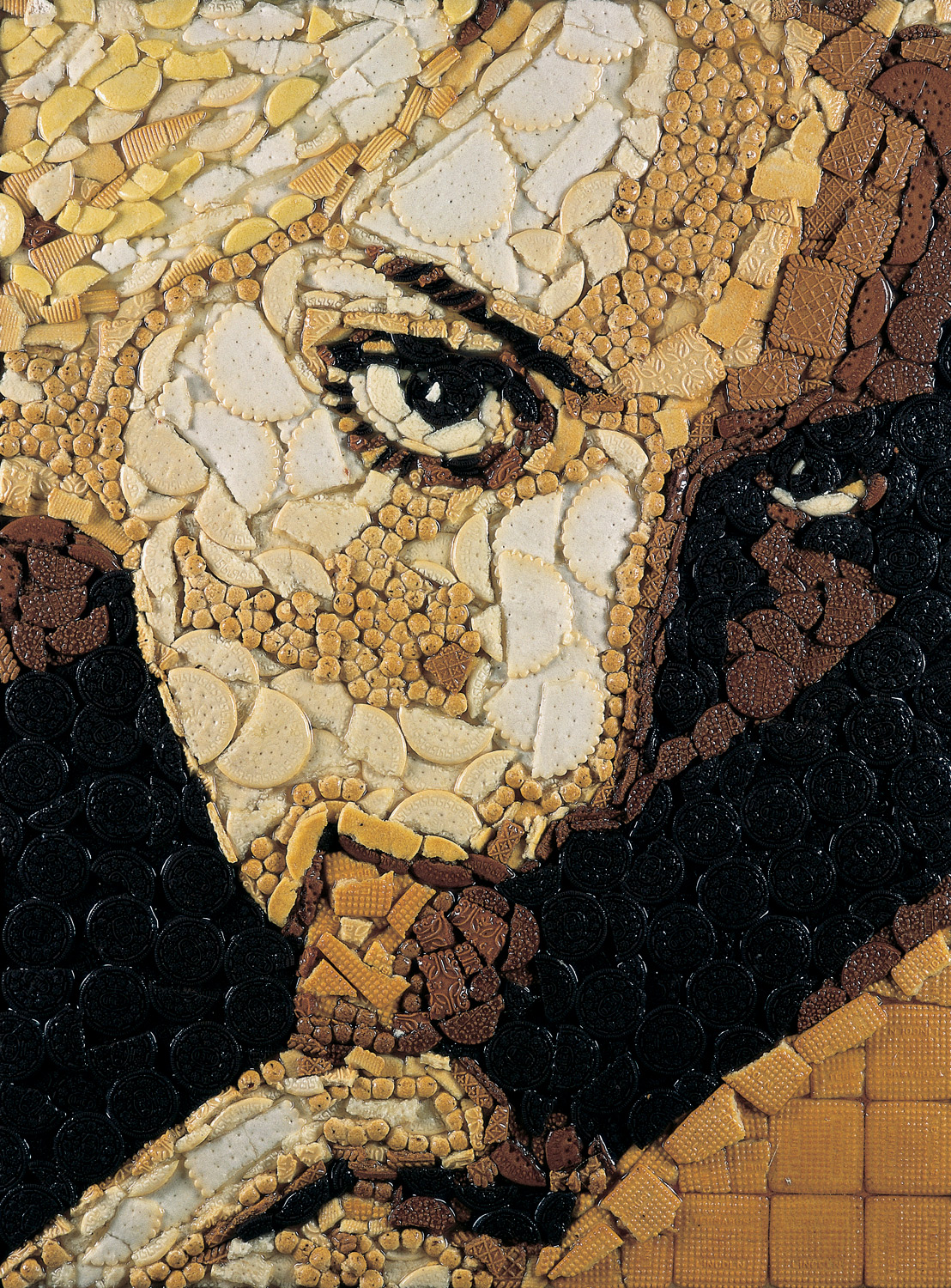
阿根廷團體孟多哥所創作的《黑色系列》（Black Series），此一图像主要是依賴曲奇和餅乾來製作的。

不少藝術作品皆展現了食物與性之間的關係。莫娜麗·米爾（Monali Meher）於1998年的作品展《反射》（Reflect）中展示了它們兩者的關係。紐約歷史協會於1991年展出表現了食物與性之間的關係，並由19-20世紀美國藝術家創作的藝術作品。

## 社會學和人類學
西德尼·W·明茨（Sidney Wilfred Mintz）所著的《吃》（Tasting food, tasting freedom）中有一篇文章名為「人類學對食物的觀點」，当中探討了食物與性之間所存有的關係。《斷絕食物的誘惑》（Breaking the food seduction）此書的其中一個章節亦名為「食物與性」。《女性跟飲食和性之間的衝突》（Women's conflicts about eating and sexuality）一書亦探討了相關議題。

## 巧克力催情爭議
雖然巧克力於多年來一直被認定為一種催情物，但是否的確如此仍存有爭議。萨洛尼卡等人於2006年發表了一項以此為主題的研究，当中找來兩組女性，一組報稱她們每天皆吃巧克力，而另一组則基本不吃。該研究最後發現即使考慮了年齡因素，兩组的性興奮度、滿意度、性慾望也沒有顯著差異。Shamloul於2010年得出結論，指出鮮有科學證據證明自然催情劑能有效地增強性慾和性表現，以及能治療性功能障礙。不过一些研究指出亦支持「巧克力是一種催情藥」的結論，其宣稱巧克力中像苯乙胺和N-酰基乙醇胺般的成分能加强性慾和欣快感。部分研究則指巧克力所含有的類黃酮和5-羥色胺能調節血管的收張，並增加女性生殖器的活動，從而使性能力增強。

## 象徵
某些食物為性部位的象徵和隱喻。該些食物包括黄瓜、香蕉、西葫芦。甜瓜也有類似的象徵意義，人們有時會以其象徵乳房。